# Nagi (Okayama)
Pour les articles homonymes, voir Nagi.
Nagi (奈義町, Nagi-chō) est un bourg du district de Katsuta, dans la préfecture d'Okayama, au Japon.

## Géographie

### Démographie
Au 1er février 2015, la population de Nagi s'élevait à 5 979 habitants répartis sur une superficie de 69,52 km2.